# Ptyelus schmidti
Ptyelus schmidti är en insektsart som beskrevs av Metcalf 1962. Ptyelus schmidti ingår i släktet Ptyelus och familjen spottstritar. Inga underarter finns listade i Catalogue of Life.